# AT (factor de forma)
El factor de forma  AT (Advanced Technology) es el formato de placa base empleado por el IBM AT y sus clones en formato sobremesa completo y torre completo. Su tamaño es de 12 pulgadas (305 mm) de ancho x 11-13 pulgadas de profundo. Fue lanzado al mercado en 1984. Este formato fue el primer intento exitoso de estandarización para las formas de placas base; antes de él, cada fabricante producía sus PC de formas diferentes haciendo casi imposible realizar intercambios de partes, actualizaciones de hardware y otras operaciones que hoy son comunes.
La placa base AT es anterior a la ATX
Si bien este estándar representó un gran avance sobre las plataformas propietarias que producía cada fabricante, con el tiempo fueron descubiertas varias falencias que hicieron necesario que se reemplazara. Su gran tamaño dificultaba la introducción de nuevas unidades de disco. Además su conector con la fuente de alimentación inducía fácilmente al error siendo numerosos los casos de gente que quemaba la placa al conectar indebidamente los dos juegos de cables (pese a contar con un código de color para situar 4 cables negros en la zona central). El conector de teclado es el mismo DIN 5 del IBM PC original. 
En 1985 IBM introdujo Baby-AT, más pequeño y barato que AT. Pronto todos los fabricantes cambiaron a esta variante. Sin embargo las mismas especificaciones de este estándar hacían muy difícil seguir con el proceso de miniaturización, por lo que en 1995, Intel presentó el estándar ATX, el cual era compatible con el nuevo procesador Pentium.
En 1997 ATX dejó atrás a AT, pasando a ser el nuevo estándar más popular.

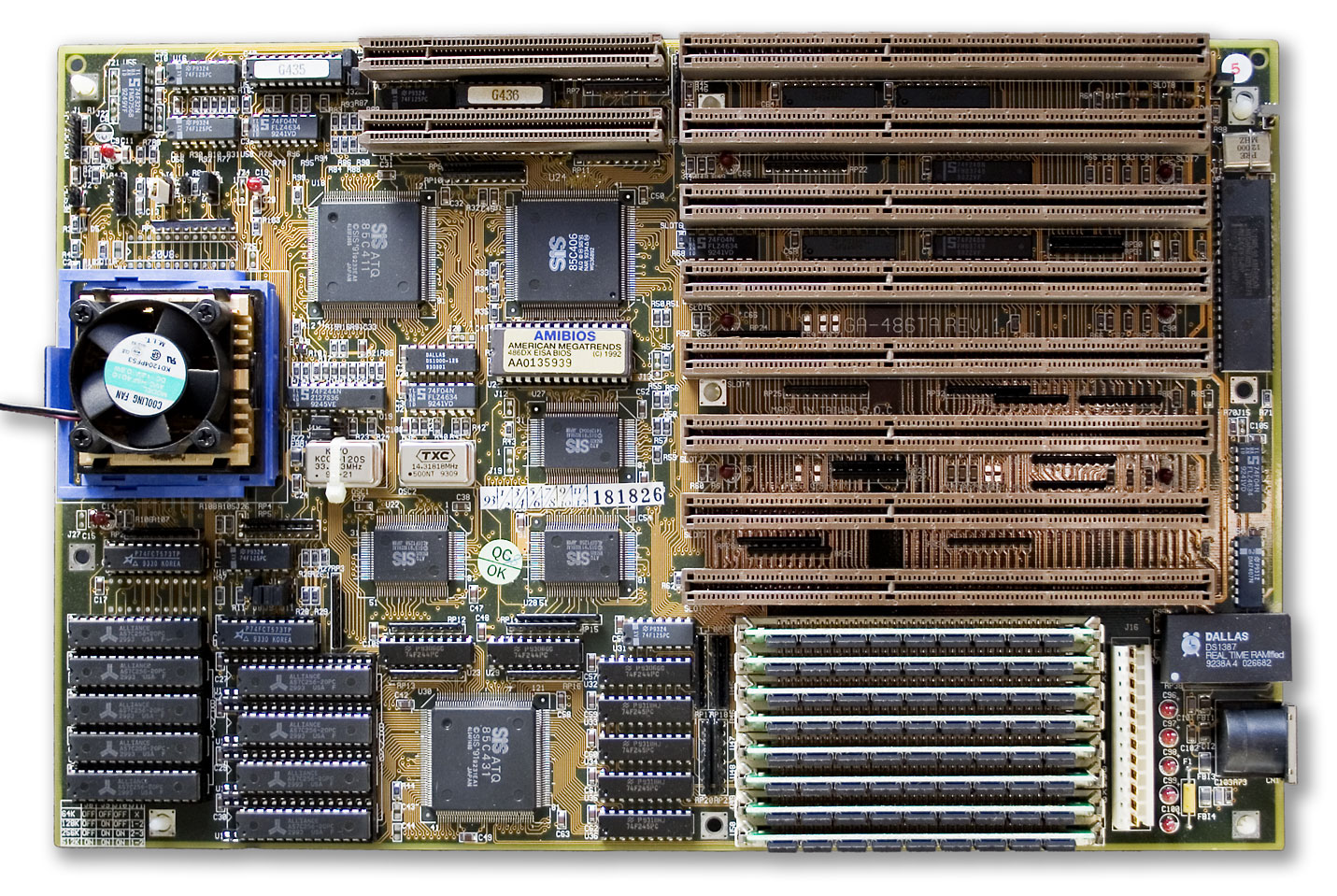
Placa base AT

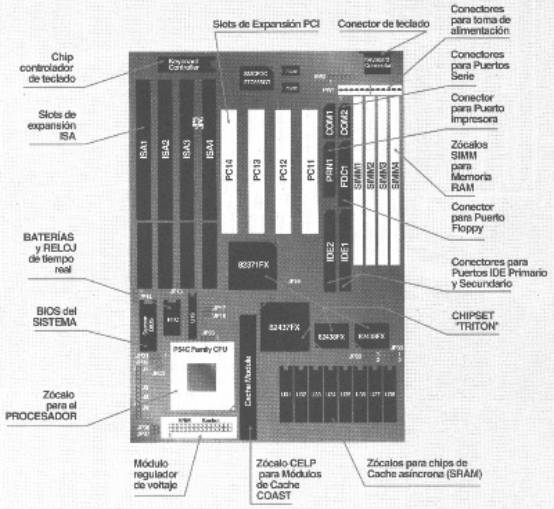
Esquema placa base AT